# Copropiedad Santa Rosenda (Chupacabras)
Copropiedad Santa Rosenda (Chupacabras) es una localidad del municipio de Balancán ubicado en la subregión de los Ríos del estado mexicano de Tabasco.

## Geografía
La localidad se ubica a 15.4 kilómetros (en dirección sur) de la localidad de Balancán de Domínguez, la cabecera y lugar más poblado del municipio. Se sitúa en las coordenadas geográficas 17°56′40″N 91°32′32″O / 17.944444, -91.542222, a una elevación de 24 metros sobre el nivel del mar.

## Demografía
Según el Conteo de Población y Vivienda 2020, efectuado por el Instituto Nacional de Estadística y Geografía, la localidad de Copropiedad Santa Rosenda (Chupacabras) tiene 14 habitantes, de los cuales 8 son del sexo masculino y 6 del sexo femenino. Su tasa de fecundidad es de 3.25 hijos por mujer y tiene 4 viviendas particulares habitadas.
| Gráfica de evolución demográfica de Copropiedad Santa Rosenda (Chupacabras) entre 1990 y 2020 |
|                                                                                               |
| INEGI.                                                                                        |